# Nikon D5100
D5000 D5200
Le Nikon D5100 est un appareil photo reflex numérique, présenté par Nikon le 5 avril 2011. Il remplace le Nikon D5000 comme reflex de milieu de gamme, destiné aux amateurs avertis.

## Caractéristiques
- Capteur CMOS 16,2 mégapixels au format Nikon DX.
- Processeur d'images Nikon EXPEED 2.
- Écran TFT de 3 pouces (7,5 cm), orientable, avec une définition de 921 000 pixels.
- Prise de photographies en continu : jusqu'à 4 par seconde.
- Modes scènes facilitant l'utilisation.
- Menu retouches intégré à l'appareil.
- Vidéo full HD (1080p), son stéréophonique avec micro externe ME-1.
- Mise au point autofocus 11 points haute précision.
- Mode d'image HDR
- Sensibilité ISO du capteur allant de 100 à 6400 ISO (extensible à 25600).
- Plage dynamique du capteur : 13 EV.

## Description
Le Nikon D5100 est un appareil reflex de milieu de gamme qui combine un boitier léger et compact, le même capteur que le Nikon D7000 et un écran issu des appareils professionnels de la firme. Avec un objectif 18-55 mm VR, le prix de lancement a été de 799 €.

## Réception
Les Numériques note le Nikon D5100 4/5 en notant en point positif une excellente qualité d'image et une réactivité satisfaisante ; en point négatif est souligné l'autofocus trop lent (sauf en visée directe) et une ergonomie perfectible (notamment les menus). Dpreview.com (note de 76 %) et 01net.com (note de 4/5) font un constat fort similaire (bonne qualité d'image, mais prise en main difficile pour les novices),.